# Lamborghini 350GT
Lamborghini 350 GT — перший автомобіль, що випускався компанією Ламборгіні. Автомобіль був вперше представлений широкій публіці в 1964 році, на автомобільній виставці в Женеві. Незважаючи на значні зміни в конструкції, зовнішній вигляд автомобіля мало чим відрізнявся від прототипу - Lamborghini 350 GTV. Прототип мав складні фари. Всього було побудовано 120 автомобілів.

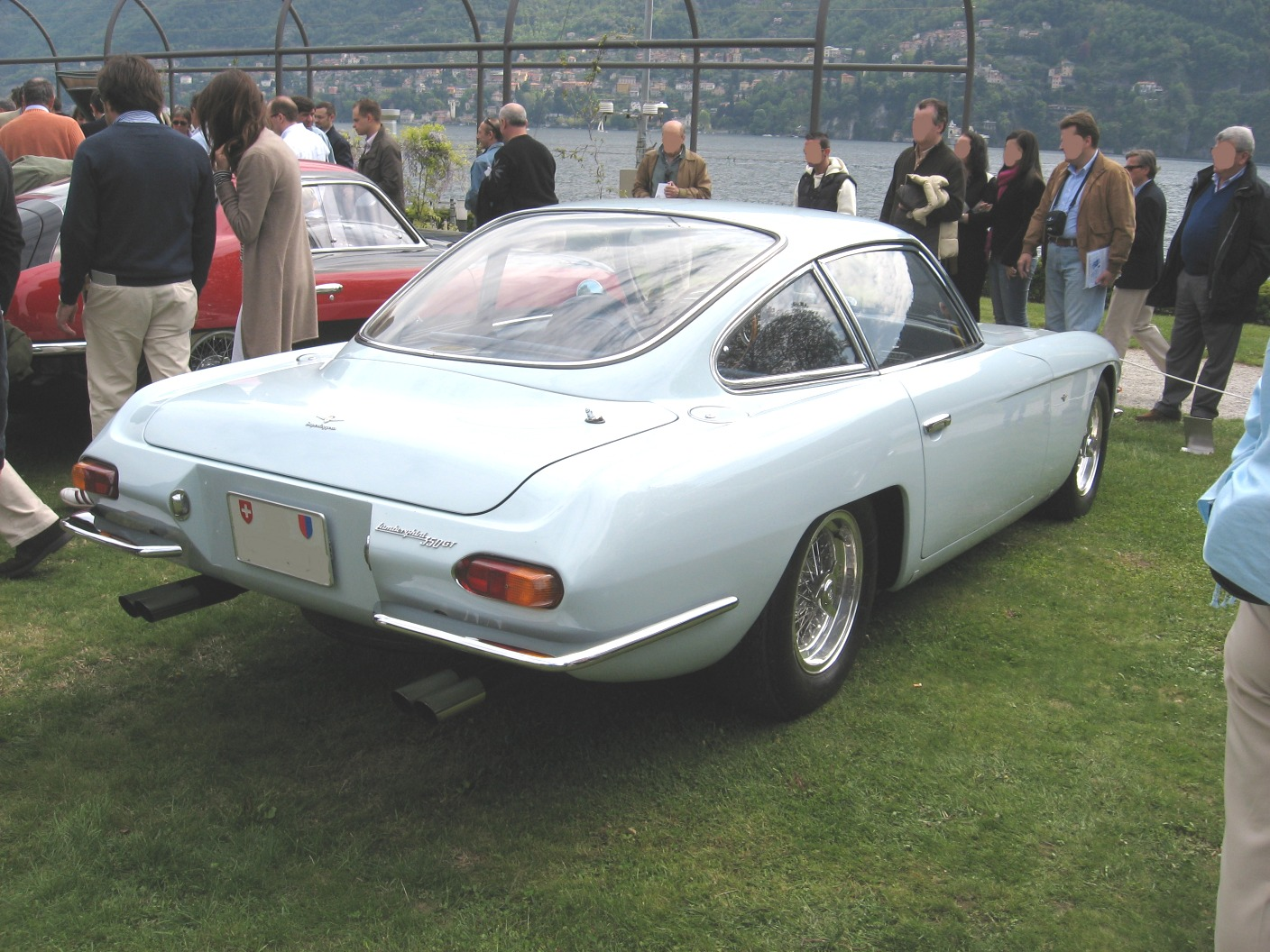

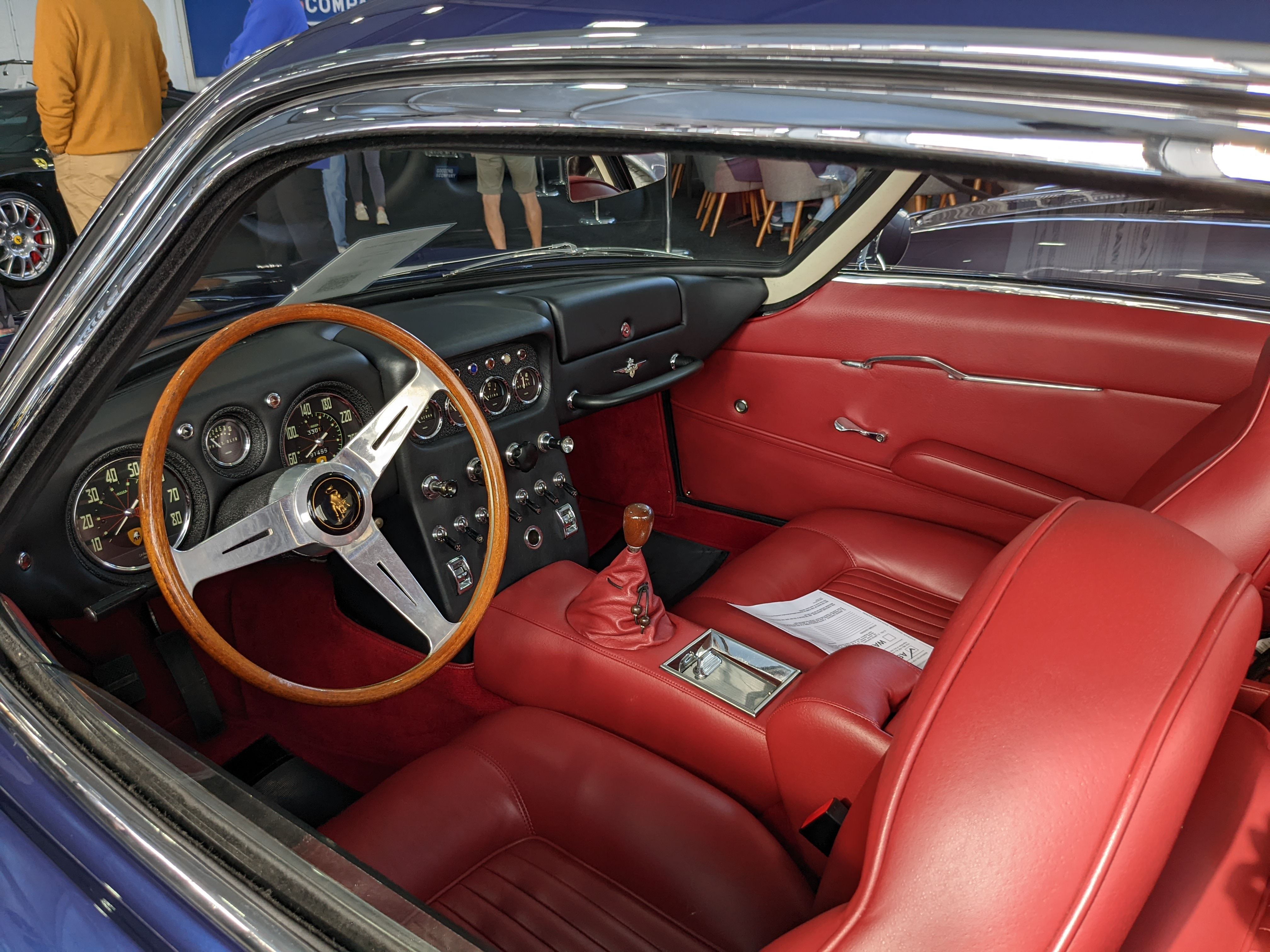

На моделі використовувався революційний на ті часи двигун V12 конструкції Джотто Біццаріні з 4 клапанами на циліндр. Двигун протримався у виробництві понад 40 років і за цей час виріс в об'ємі з 3,5 до 6,7 л, а в потужності з 250 до 670 к.с. Останньою моделлю, на яку встановлювалася одна з його модифікацій - Lamborghini Reventón.

## Двигуни
- 3.5 L (3,464 см3) Lamborghini V12 284 к.с. 325 Нм